# Dirt and Spirit
Dirt and Spirit ist das fünfte Studioalbum der US-amerikanischen Countryband The Great Divide, das die Gruppe mit vielen anderen Interpreten der Red-Dirt-Szene unter dem Namen The Great Divide & Friends aufnahm.

## Titelliste
| Nr. | Titel                      | Interpret                 | Songwriter                                                      | Länge |
| 1   | Nobody Knows (Intro)       | Tom Skinner               | Tom Skinner, Bill Erickson                                      | 0:33  |
| 2   | Jail Burned Down           | The Great Divide          | Mike McClure                                                    | 2:13  |
| 3   | Jesus Took Me Fishing      | Tom Skinner               | Tom Skinner                                                     | 3:43  |
| 4   | I'm So Glad                | Red Dirt Rangers          | (Traditional)                                                   | 1:46  |
| 5   | I Know a Man               | Cross Canadian Ragweed    | Cody Canada, Grady Cross, Mike McClure                          | 2:03  |
| 6   | Deliver Us                 | The Great Divide          | Mike McClure                                                    | 2:11  |
| 7   | Nobody Knows (Continued)   | Tom Skinner               | Tom Skinner, Bill Erickson                                      | 1:23  |
| 8   | Burning Still Introduction | Bob Childers              | Bob Childers                                                    | 0:32  |
| 9   | Burning Still              | Bob Childers              | Bob Childers                                                    | 2:56  |
| 10  | Hung Down Head             | Susan Gibson              | Mike McClure, Bob Wiles                                         | 4:09  |
| 11  | God's Blues                | Red Dirt Rangers          | Jason Boland, John Cooper, Stoney LaRue, Bradley Piccolo        | 3:15  |
| 12  | Tie My Boat                | Stoney LaRue              | Mike McClure                                                    | 2:09  |
| 13  | Armor                      | Jason Boland              | Mike McClure                                                    | 3:47  |
| 14  | Blind Man                  | Mike McClure, Tom Skinner | Mark Embler, Benny Craig, Mike McClure, Don Morris, Tom Skinner | 4:05  |
| 15  | Angels Over Me             | The Great Divide          | Mike McClure                                                    | 3:16  |
| 16  | Nobody Knows               | Tom Skinner               | Tom Skinner, Bill Erickson                                      | 1:27  |

## Hintergrund
Dirt and Spirit ist ein Akustikalbum mit Gospel-Songs. Es handelt vor allem von Religion und Gott. Es war das dritte Album der Band, das bei einem Independent-Label erschien. Es wurde bereits 1999 aufgezeichnet. Da die Band für das Album zunächst kein Label fand, wurde es im Januar 2000 zunächst nur in einigen Läden in Oklahoma, Texas, Nebraska und Tennessee veröffentlicht. Erst im Februar 2001 wurde es von einem Label veröffentlicht.
Das Personal bestand zum einen aus den damaligen The Great Divide-Mitgliedern Mike McClure, J.J. Lester und Kelley Green, zum anderen aus verschiedenen Red Dirt-Musikern, die ihrerseits bereits Solokarrieren hinter sich hatten: Bob Childers, Stoney LaRue und Tom Skinner. Komplettiert wurde die Besetzung durch die Bands Cross Canadian Ragweed sowie den Red Dirt Rangers und der Newcomerin Susan Gibson. Produziert wurde das Album von Frontmann Mike McClure.

## Rezeption
Die Verkaufszahlen für das Album waren enttäuschend. Keine Chartpositionen wurden erreicht.
Das Billboard-Magazin lobte das Album, das für Liebhaber christlich geprägter Musik eine der „ehrlichsten, bewegendsten Aufnahmen des Jahres“ sei.